# وأد الإناث بالهند
يعد وأد الإناث بالهند عادة تمتد علي مر العصور. الفقر ،وعادة تقديم المهور، وحمل النساء الغيرمتزوجات، والأطفال المشوهه، والمجاعات ،ونقص خدمات الدعم، وأمراض الأمهات مثل اكتئاب ما بعد الولادة تعد من بين الاسباب التي قادت المجتمع الهندي إلي عادة وأد الإناث. وعلي الرغم من تجريم الهند لهذا الفعل إلا انها ما زالت جريمة تحت البحث بسبب عدم وجود بيانات شاملة يمكن الأخذ بها. في عام 2010 قدم مكتب تسجيل الجرائم القومي مئة بلاغًا لعمليات وأد سواء ذكور أو إناث مما تسبب فيما بعد في نقص معدل الوأد إلي نسبه عملية واحده لكل مليون فرد.
دونت ممارسة الهند لعادة وأد الإناث وعمليات الإجهاض الانتقائي لاختيار نوع الجنين لتفسر لنا عدم الاتزان بين الجنسين والذي اتضح تلاشي هذه الظاهرة تدريجيا منذ عملية الإحصاء السكانية بالهند عام 1991 ومع ذلك هناك العديد من الاسباب التي يمكن ان تؤثر في هذه الظاهرة.